# Amstel Gold Race 1993
L'Amstel Gold Race 1993, ventottesima edizione della corsa, valida come quinta prova della Coppa del mondo 1993, si svolse il 24 aprile 1993 su un percorso di 249 km da Heerlen a Meerssen. Fu vinta dallo svizzero Rolf Järmann, che terminò in 6h40'04" precedendo l'italiano Gianni Bugno e il tedesco Jens Heppner.

## Ordine d'arrivo (Top 10)
| Pos. | Corridore           | Squadra   | Tempo    |
| ---- | ------------------- | --------- | -------- |
| 1    | Rolf Järmann        | Ariostea  | 6h40'04" |
| 2    | Gianni Bugno        | Gatorade  | s.t.     |
| 3    | Jens Heppner        | Telekom   | a 1'02"  |
| 4    | Maurizio Fondriest  | Lampre    | a 1'07"  |
| 5    | Maximilian Sciandri | Motorola  | s.t.     |
| 6    | Adrie van der Poel  | Merc. Uno | s.t.     |
| 7    | Davide Cassani      | Ariostea  | s.t.     |
| 8    | Gert-Jan Theunisse  | TVM       | s.t.     |
| 9    | Giorgio Furlan      | Ariostea  | a 2'17"  |
| 10   | Franco Ballerini    | GB-MG M.  | s.t.     |